# Château des Vives-Eaux
Le château des Vives-Eaux est un château français entouré d'un parc, situé à Dammarie-les-Lys (Seine-et-Marne).

## Localisation
Le château des Vives-Eaux se trouve au bord de la Seine et de la forêt de Fontainebleau, au lieu-dit des Vives-Eaux, à Vosves (hameau rattaché à la commune de Dammarie-les-Lys),.
La gare de Vosves, desservie par le RER D, est située à proximité du château.

## Histoire

### DuXVIIIeauXXesiècle
Le château des Vives-Eaux est construit entre les années 1760 et 1780 par l'architecte Jacques Gondouin  pour son usage personnel,,. Architecte royal reçu troisième au concours du prix de Rome en 1759.
Le château comporte un bâtiment principal de deux étages qui abrite une dizaine de chambres. Il possède plusieurs dépendances dont des écuries et un pavillon aménagé en ateliers de peinture et de photographie. Le parc contient des bosquets, des kiosques, des sources, plusieurs bassins, un vivier. Un grand bassin communiquant avec la Seine permet d'y accueillir des bateaux de pêche ou de plaisance.
Il a notamment appartenu à Robert Beeby (un Irlandais né à Cork, venu en France avec ses filles, pour que, naturalisés français, ses filles puissent hériter de sa fortune et de ses biens immobiliers en France). À sa mort, sa fille Elisabeth Beeby hérite du château (mariée au comte de Châteauvillard sous le régime dotal, celui-ci n'en a jamais été propriétaire). Il passe ensuite au comte de Chelaincourt, puis à Jean-Baptiste Gustave de la Rifaudière (décédé au château ainsi que son épouse, Anne Laurence d'Origny), puis à l'escroc Thérèse Humbert. En attendant sa vente, le château est proposé à la location par le syndic de faillite qui gère la propriété : c'est ainsi qu'à l'été 1906, le Paris littéraire s'y retrouve. Il est ensuite acheté par Émile Picart (un industriel horloger de Besançon) et enfin par la famille d'Arturo López Pérez (sa fille Anita López-Ross y a accueilli les Éclaireurs de France pendant de très nombreuses années. C'est au château qu'a été célébré le cinquantenaire des Éclaireurs de France en 1961 par la fédération d'Île-de-France).
Le château a été proposé en 1999 pour devenir le Centre national du rugby,.
Certaines sources mentionnent, qu'à l'origine, le bâtiment aurait été blanc et qu'au début du XXe siècle, pendant la Première Guerre mondiale, il aurait été reconstruit avec de la brique rouge,. Cependant, il n'existe aucune trace d'un incendie durant la Grande Guerre ; des cartes postales datées de 1916 montrent par ailleurs déjà le château paré de briques rouges.

### Le château deStar Academy
Propriété de la société Siprobat de François Dussault, le château est loué pour environ 26 000 euros par mois à Endemol et TF1 pour le tournage de leur émission de télévision musicale Star Academy, entre le 20 octobre 2001 et le 15 février 2008 (de la saison 1 à la saison 7, la saison 8 se déroulant dans un hôtel particulier parisien et la saison 9 au domaine de La Geneste dans les Yvelines), puis, 14 ans plus tard, à partir de la saison 10, à l'automne 2022. Chaque saison ne dure que quelques mois mais Endemol est locataire à l’année. Situé à une quarantaine de kilomètres de Paris, le château de Dammarie-les-Lys est indissociable de l'identité de l'émission.
Les élèves vivent, travaillent et dorment au château, ne quittant le domaine que pour les primes hebdomadaires, dans un studio de la banlieue parisienne. Plusieurs de leurs activités se déroulent aussi dans les bâtiments annexes du parc, notamment dans le théâtre, aménagé dans une ancienne orangerie, qui accueillait jusque là une piscine.
Certaines personnalités musicales viennent rendre visite aux élèves au château, comme Mariah Carey ou Jennifer Lopez, cette dernière y débarquant en hélicoptère.
Dans les toilettes du premier étage, des pensionnaires ont, au fil des saisons, écrit sur les murs des dizaines de messages de souvenirs et d'encouragements. Ils ont été conservés,.

### Démêlés judiciaires, travaux puis retour deStar Academy
Le château est vendu en avril 2008 pour 3,8 millions d'euros à la société Fortis Lease, qui a conclu un contrat de crédit-bail avec la SCI « Domaine des Vives Eaux », appartenant à deux industriels varois, Jean-Michel et Jean-Claude Pontet. Mais après le départ de la production télévisuelle en 2008, les propriétaires font état de graves dégradations commises lors des différentes saisons de tournage. Ils demandent réparation des dommages subis en justice, puis transigent en 2009. Le crédit-bail ne pouvant cependant être payé, la SCI Domaine des Vives Eaux est placée en redressement judiciaire en 2010 puis en liquidation en 2011. Jean-Michel Pontet rachète le château en 2013 par l'intermédiaire d'une nouvelle SCI, « Château des Vives Eaux » et annonce la réhabilitation du site afin de le louer pour des événements. Un protocole d'accord de 270 000 € est signé avec la production de l'ancienne émission de TF1.
Fin 2018, les travaux commencent, dans l'objectif de recevoir des mariages et des séminaires dans une orangerie du parc. Une suite nuptiale doit être aménagée au premier étage du château, là où dormaient les candidats de l'émission de télé-réalité,. Interrompus durant la période de pandémie de Covid-19, les travaux reprennent en mars 2022. Jean-Michel Pontet prévoit plusieurs centaines de milliers d’euros pour rénover le bâtiment dans sa quasi-intégralité.
Entre-temps, non habité, le château est prisé par les amateurs d'urbex. Des dégradations sont commises et le propriétaire fait donc installer un système de vidéo-surveillance,.
En mai 2022, TF1 annonce le retour de Star Academy, le château de Dammarie-les-Lys étant choisi pour accueillir de nouveau l'émission. Après d'ultimes travaux, les élèves de la nouvelle promotion intègrent le château à la mi-octobre, pour une saison qui se termine fin novembre,,,,. Deux autres saisons suivent. En novembre 2024, Brigitte Macron vient au château rendre visite aux élèves afin de les sensibiliser à la lutte contre le harcèlement.

## Architecture

### Évolution du château
Le château semble avoir connu deux transformations depuis sa construction à la fin du XVIIIe siècle. Une première importante, vers les années 1880, qui lui donne son aspect actuel. Un style caractéristique de la fin du Second Empire avec son parement de briques et ses bossages. Cette première et lourde transformation a sans doute fait disparaitre de nombreux éléments de l'architecture de l'époque pré-révolutionnaire conçus par Jacques Gondouin. Les quatre orangeries sont un des rares vestiges de la composition architecturale d'origine. 
Une seconde transformation, vraisemblablement dans les années 1960, fait apparaitre un remaniement important de la toiture. La disparition des parties hautes des toitures des deux pavillons fige le château dans son aspect actuel avec ses deux étages de combles.
Actuellement, le bâtiment principal se déploie sur quatre niveaux, dont deux en combles. Outre les salles de service, il compte une dizaine de grandes pièces (salons, chambres, etc.).

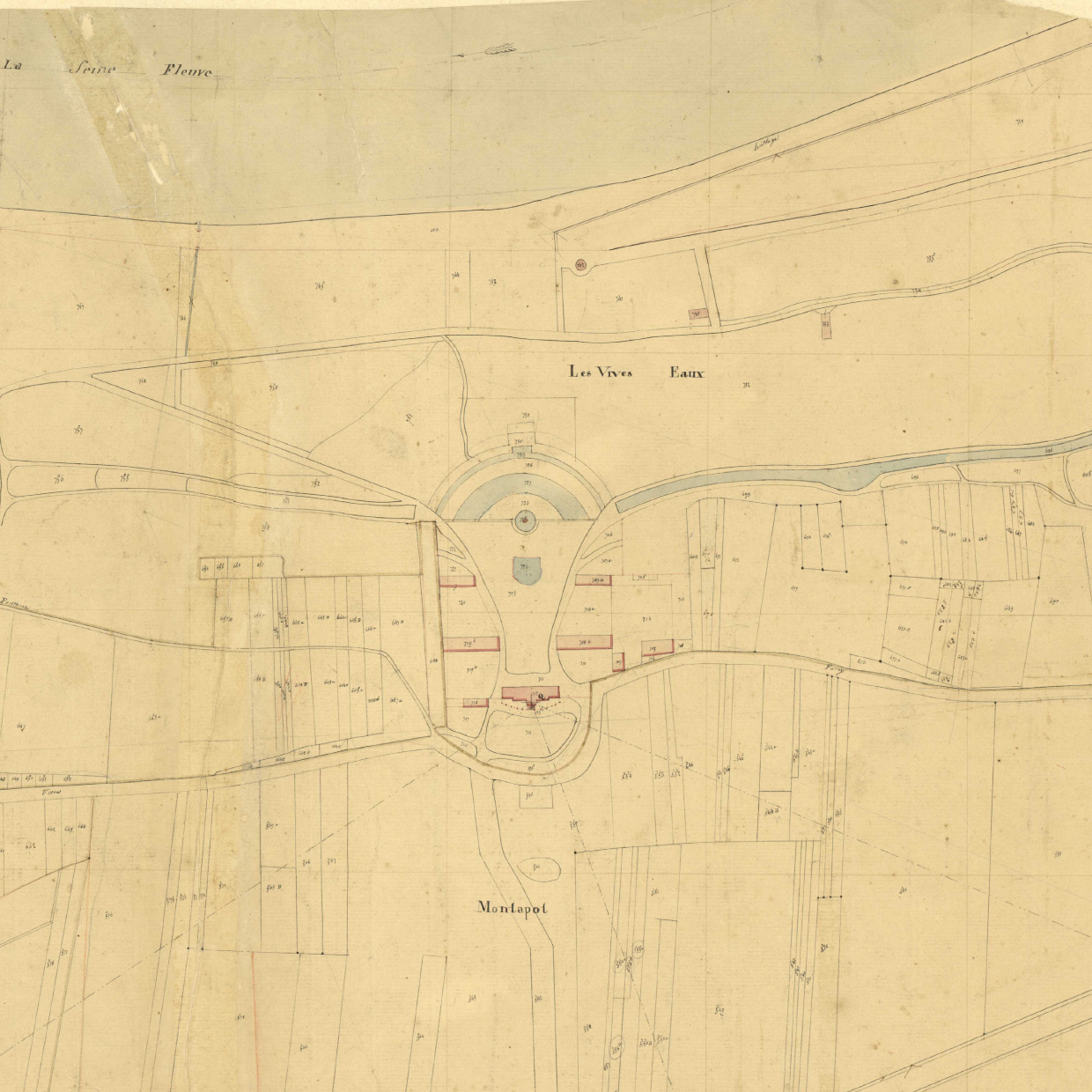
Plan masse du château et des jardins vers 1824, cadastre napoléonien[27].
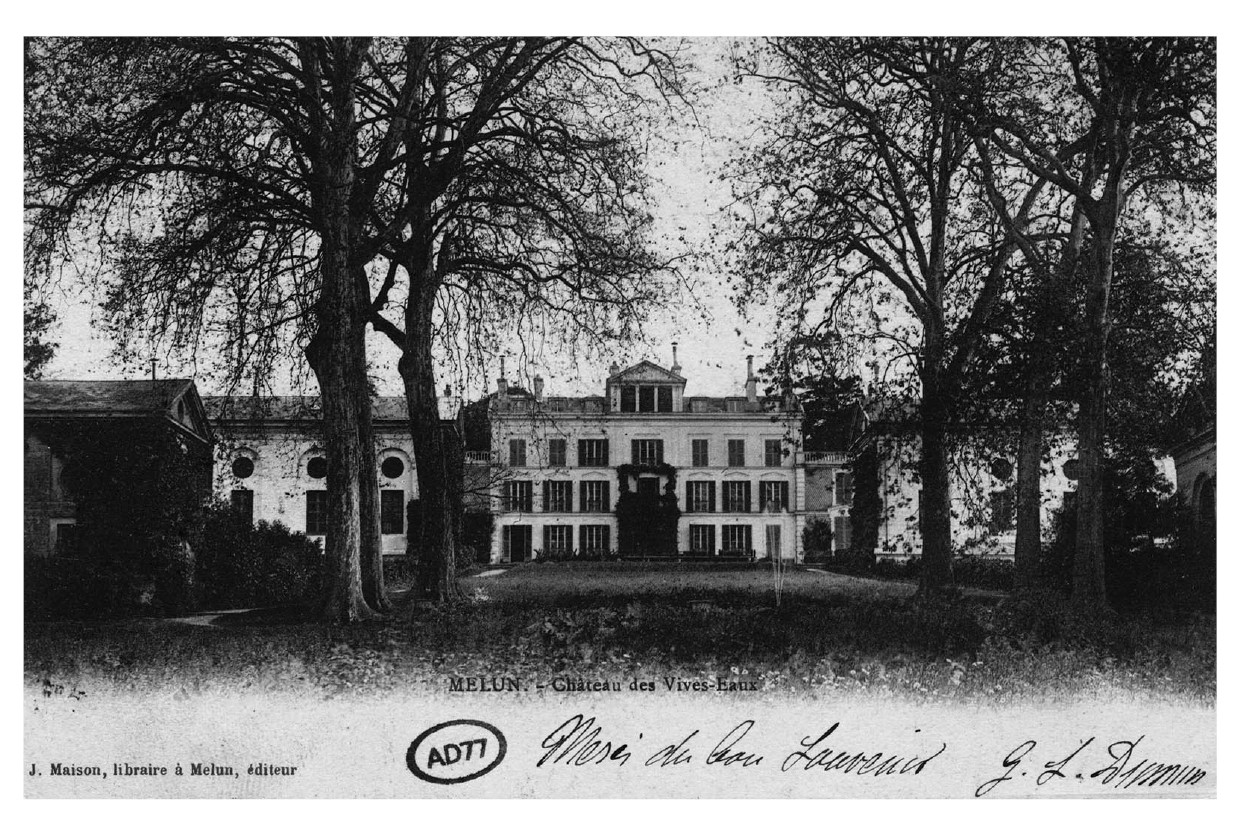
Le château, dans son aspect originel, au XIXe siècle[27].
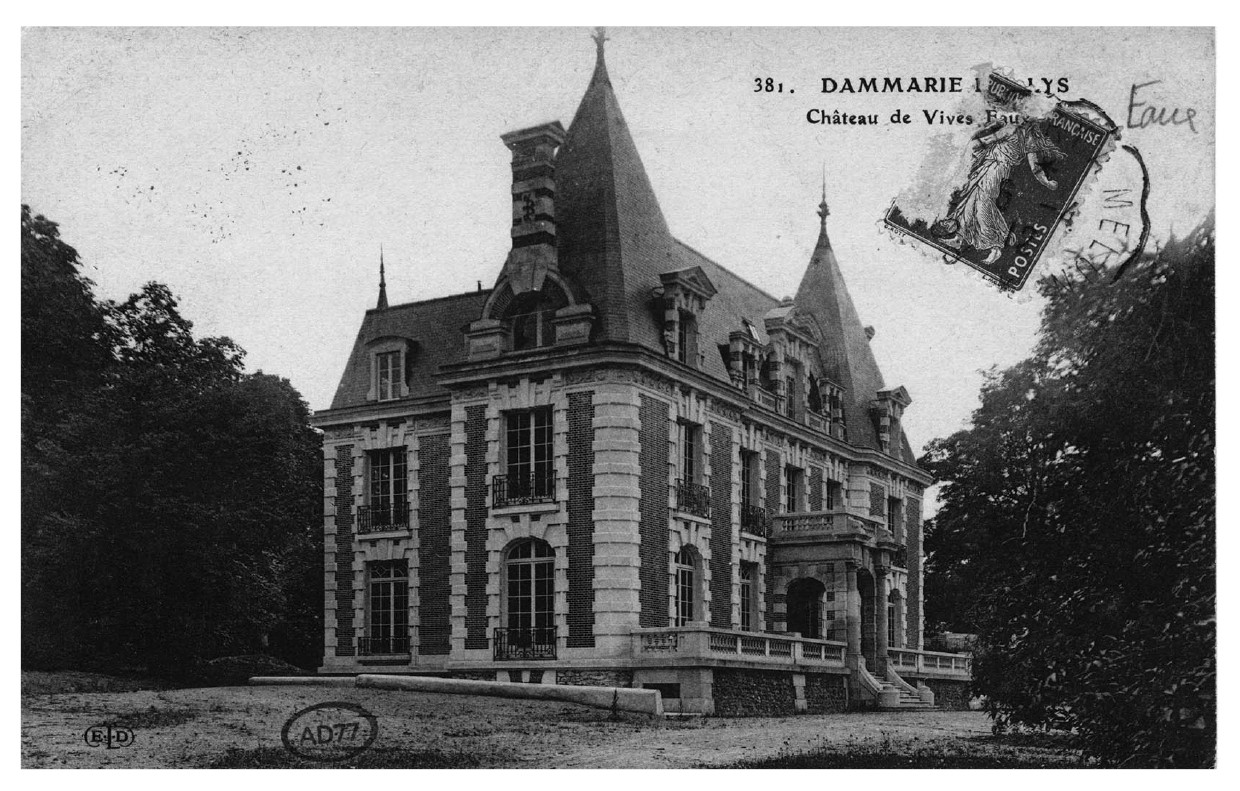
Le château, après transformation, au tournant du XXe siècle[27].

### Parc

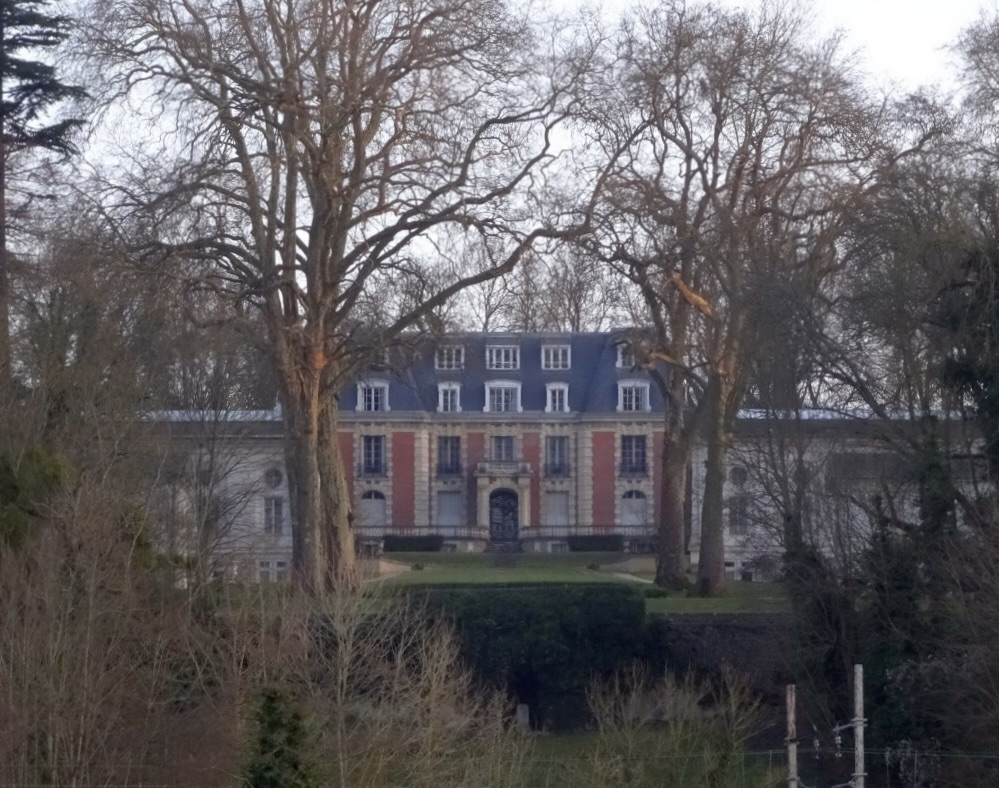
Vue actuelle depuis la Seine.

Le parc qui entoure le château, d'une superficie de 18 hectares, est réaménagé en 1884, mais garde des éléments de la composition d'origine. Il comprend une terrasse de plain-pied et un jardin. De grands platanes, datant potentiellement de la création du château, structurent la vue sur la Seine. Parcouru de souterrains où sont installés des conduits de lumière, il donne sur la Seine,,.
Plusieurs dépendances ponctuent le parc, notamment les quatre anciennes orangeries d'origine et une serre (modèle « Eiffel »). Il y a une dizaine de bâtiments au total, portant la surface habitable à environ 3 800 m2.

## À la télévision
Le château de Boigne (Savoie) sert à figurer le château des Vives-Eaux lors du tournage du téléfilm Pourquoi je vis (2020), biopic consacré à Grégory Lemarchal, chanteur ayant gagné la quatrième saison de Star Academy,.